# Bathyteuthis
Famille
Genre
Synonymes
- Benthoteuthis Verrill, 1885
- Benthoteuthis Verrill, 1885
- Chunoteuthis Robson, 1921
- Indoteuthis Grimpe, 1922

Les bathyteuthidés (Bathyteuthidae) forment une famille de calmars ne contenant que le genre Bathyteuthis.

## Espèces
Selon World Register of Marine Species (14 mai 2016) et ITIS (14 mai 2016) :
- Bathyteuthis abyssicola Hoyle, 1885
- Bathyteuthis bacidifera Roper, 1968

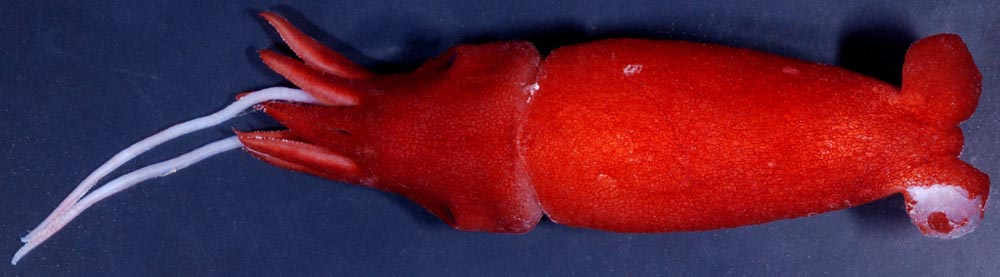
Bathyteuthis abyssicola

- Bathyteuthis berryi Roper, 1968